# Hermann von Vechelde (Ratsherr)
Hermann von Vechelde (* um 1379 in Braunschweig; † 1460 ebenda) war ein deutscher Großkaufmann, Gewandschneider und Ratsherr des Weichbildes Altstadt in Braunschweig.

## Leben
Vechelde wurde um das Jahr 1379 als Sohn von Herman von Vechelde und dessen Ehefrau Ilse (geborene Kerkhof) geboren. Im Alter von rund 20 Jahren wurde er 1399 in die Gewandschneidergilde der Altstadt aufgenommen. Er gehörte somit zum Kreise der angesehenen Tuchhändler und Kaufleute der Stadt. Diese erwarben ihre Tuche vorwiegend von Kaufleuten aus Brabant, Flandern oder England und exportierten ihre Waren in die zur Hanse gehörenden nordöstlichen Gebiete. Teilweise vertrieb von Vechelde seine Tuchwaren im Kleinschnitt in der Heimatstadt Braunschweig in den Verkaufsständen des Gewandhauses. Neben dem Handel mit Stoffen betätigte er sich auch als Großhändler für Getreide und Bier. Seine Gewinne legte er zinsbringend im Erwerb von städtischen Grundstücken an. Später wurde er als Abgesandter der Wechslergilde in den Rat der Stadt entsandt, was eine Tätigkeit als Geldwechsler vermuten lässt.
Im Jahr 1429 trat von Vechelde in den Rat der Stadt ein und übte dort über sieben Jahre das Amt des Bruchkämmerers (ein Ratsherr, der für die Einziehung und Verwaltung von Strafgeldern zuständig ist.) aus. Am 2. August 1437 wurde ihm gemeinsam mit seinem Bruder Albrecht und seinem Vetter Hermann vom Kaiser Sigismund ein Gnaden- oder Wappenbrief verliehen, der es seiner Familie erlaubte, offiziell ihr Wappen zu führen. 1440 wurde er für fünf Jahre Mitglied des Küchenrats, des höchsten Regierungskollegiums der Stadt. Er war zudem in dieser Zeit als altstädtischer Bruch-, Stuhl- und Küchenkämmerer tätig, ehe er sich 1445 wieder ins Privat- und Geschäftsleben zurückzog. In seinem Testament bedachte er insbesondere seine Witwe Mette und seine Söhne, stellte jedoch einen beträchtlichen Teil des Vermögens für die Stiftung eines Altars, für Armenspeisungen und für den Bau kirchlicher Einrichtungen zur Verfügung.

## Familie und Wappen

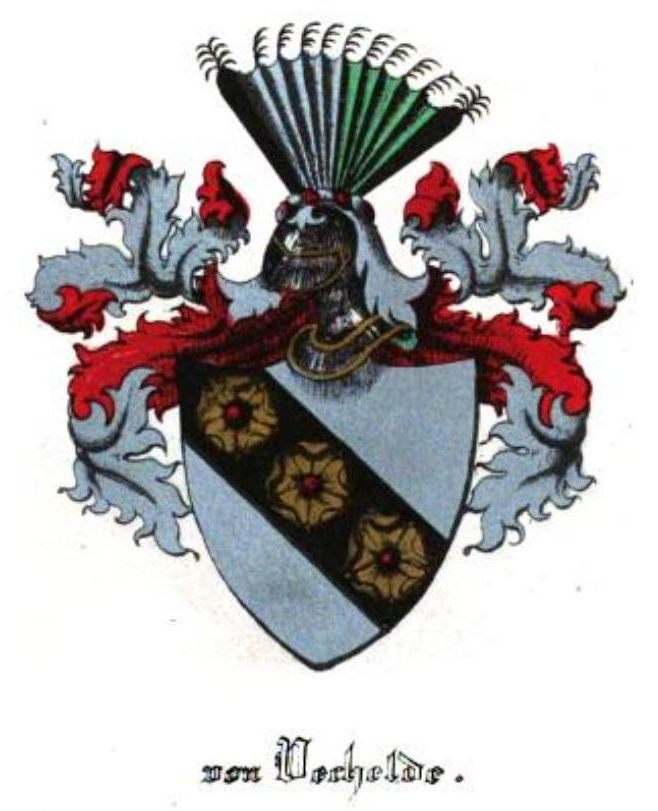
Wappen derer von Vechelde

Von Vechelde war in erster Ehe mit Adelheid von Gustidde verheiratet. Aus dieser Verbindung gingen die Söhne Albert und Hinrik hervor. Nach dem Tod von Adelheid vermählte er sich noch zwei weitere Male, mit Ilse und mit Mette(ke). Letztere war eine Tochter von Hans Bode († 1458), einem Mitglied der angesehenen Braunschweiger Ratsherrenfamilie Bode und dessen Frau Geseke van Borchtorpe, sowie eine Nichte des ehemaligen Bürgermeisters der Braunschweiger Altstadt Ludolf Bode. Seine Söhne Herman und Hans entstammen dieser Verbindung.
Das damalige Wappen derer von Vechelde wird wie folgt beschrieben:

„In einem nach der rechten Seite gelehnten silbernen Schilde ein schräggerechter, schwarzer Balken, belegt mit drei goldenen Rosen mit rothen Butzen.“

Wappen Gemeinde Vechelde

Dieses ähnelt dem Wappen der Gemeinde Vechelde, wobei die Farben abweichen. Mit einem Beschluss des Rates von Vechelde am 13. Juli 1965 wurde das Gemeindewappen in folgender Form angenommen:

„In Blau ein goldener Schrägbalken, belegt mit drei roten Rosen mit goldenen Butzen.“

Die Wahl der Farben Blau-Gold zeigt dabei die Zugehörigkeit Vecheldes zum ehemaligen Landkreis Braunschweig an.
Das nach der erwähnten gleichnamigen Ortschaft benannte, alteingesessene Braunschweiger Patriziergeschlecht von Vechelde war bereits 1388 mit dem Bürgermeister Herman von Vechelde (um 1350–1420) in den Ritterstand erhoben worden und führte seitdem das Familienwappen. Nach Johann Siebmachers Wappenbuch von 1869 zeigt dieses im Schild schwarze Schrägbalken mit drei goldenen Rosen, belegt auf weißem Grund; auf dem mit weiß-roten Helmdecken versehenen Helm ein fächerartiges, oben breites, unten spitzes Schirmbrett, die beiden äußeren Stäbe schwarz, die inneren wechselnd weiß und grün, jeder Stab oben mit schwarzen Hahnenfedern besteckt.